# Campeonato Mundial Oficioso de Futebol
O Campeonato mundial oficioso de futebol (em inglês: Unofficial Football World Championships, UFWC) é uma maneira diferente de calcular a melhor equipa de futebol do mundo, usando um sistema similar ao usado no boxe. O campeão disputa o título em todos os jogos em que participa, quer em competições oficiais, quer em jogos particulares. O campeão em título é a Suécia e a próxima defesa ocorrerá contra a Eslovênia em 5 de setembro de 2025.
A ideia surgiu originalmente a alguns adeptos escoceses que afirmavam, brincando, que, a Escócia, ao derrotar a Inglaterra (os campeões do mundo de 1966, que ainda não tinham perdido até à data) passava a ser a campeã do mundo.
Muito tempo depois, um sítio da internet foi criado para mostrar os resultados da pesquisa desencadeada por esta ideia. A página foi mencionada na revista conceituada FourFourTwo, o que deu uma publicidade extra.
Não é reconhecida pela FIFA, nem tem nenhum apoio oficial, daí o seu caráter oficioso.

## Regras
- A primeira equipa a ganhar um jogo internacional foi declarada Campeã do Mundo de Futebol.
- O jogo seguinte é considerado uma disputa de título, com os vencedores a conquistarem o título.
  - No caso de se dar um empate, os detentores do título continuam os campeões. Estes jogos são decididos pelo seu resultado final, isto é, no termo do prolongamento ou das grandes penalidades.
- Os títulos são passados de seleção em seleção, nestes moldes, seja em que tipo de jogo for, competição oficial ou um mero jogo amigável.

## Tabela de classificação
Por causa da natureza oficiosa do título, não há nenhum critério válido para classificar os detentores históricos do título. O sítio do UFWC classifica equipas por quantos jogos (em que se decidia o título) ganharam; outros usaram a duração, cumulativa, em que mantiveram o título, entre outros métodos.
Esta tabela classifica as seleções de acordo com o número de jogos que começaram como detentores do título, e em caso de empate, na duração cumulativa da posse do título, como segundo critério, e a data desde que o título foi conquistado pela última vez como terceiro critério.
| Pos. | Seleção          | Jogos pelo título em disputa | Jogos pelo título ganhos | Título mantido até      |
| ---- | ---------------- | ---------------------------- | ------------------------ | ----------------------- |
| 1    | Escócia          | 149                          | 86                       | 28 de março de 2007     |
| 2    | Inglaterra       | 146                          | 73                       | 20 de junho de 2000     |
| 3    | Argentina        | 116                          | 72                       | 16 de novembro de 2023  |
| 4    | Países Baixos    | 96                           | 58                       | 7 de setembro de 2020   |
| 5    | Itália           | 79                           | 45                       | 6 de outubro de 2021    |
| 6    | Rússia           | 64                           | 41                       | 23 de fevereiro de 2000 |
| 7    | Brasil           | 72                           | 38                       | 17 de junho de 2015     |
| 8    | França           | 67                           | 33                       | 3 de junho de 2022      |
| 9    | Alemanha         | 69                           | 31                       | 6 de setembro de 2019   |
| 10   | Suécia           | 47                           | 29                       | Atuais campeões         |
| 11   | Uruguai          | 68                           | 28                       | 26 de março de 2024     |
| 12   | Chile            | 49                           | 21                       | 23 de março de 2017     |
| 13   | Espanha          | 34                           | 18                       | 10 de outubro de 2021   |
| 14   | Hungria          | 47                           | 17                       | 10 de setembro de 2008  |
| 15   | Tchéquia         | 38                           | 15                       | 31 de março de 2004     |
| 16   | Peru             | 43                           | 14                       | 16 de junho de 2018     |
| 17   | Áustria          | 38                           | 12                       | 16 de junho de 1968     |
| 17   | País de Gales    | 70                           | 12                       | 14 de setembro de 1988  |
| 19   | Grécia           | 24                           | 11                       | 24 de maio de 2008      |
| 19   | Japão            | 24                           | 11                       | 15 de novembro de 2011  |
| 19   | Croácia          | 22                           | 11                       | 13 de dezembro de 2022  |
| 22   | Suíça            | 35                           | 10                       | 26 de junho de 1994     |
| 22   | Coreia do Norte  | 16                           | 10                       | 23 de janeiro de 2013   |
| 24   | Colômbia         | 32                           | 9                        | 26 de junho de 2015     |
| 25   | Romênia          | 25                           | 8                        | 23 de maio de 2006      |
| 25   | Costa Rica       | 13                           | 8                        | 5 de julho de 2014      |
| 25   | Paraguai         | 32                           | 8                        | 6 de setembro de 2016   |
| 25   | Bolívia          | 20                           | 8                        | 31 de agosto de 2017    |
| 29   | Angola           | 10                           | 7                        | 27 de março de 2005     |
| 29   | Zimbabwe         | 11                           | 7                        | 8 de outubro de 2005    |
| 31   | Bulgária         | 22                           | 6                        | 4 de setembro de 1985   |
| 31   | Dinamarca        | 25                           | 6                        | 10 de junho de 2022     |
| 33   | Irlanda do Norte | 64                           | 5                        | 14 de outubro de 1933   |
| 33   | Bélgica          | 20                           | 5                        | 17 de janeiro de 1990   |
| 33   | Sérvia           | 18                           | 5                        | 31 de maio de 1995      |
| 33   | Costa do Marfim  | 9                            | 5                        | 15 de outubro de 2024   |
| 33   | Argélia          | 10                           | 5                        | 9 de junho de 2025      |
| 38   | Polónia          | 21                           | 4                        | 7 de maio de 1989       |
| 38   | Nigéria          | 7                            | 4                        | 16 de novembro de 2005  |
| 40   | Irlanda          | 9                            | 3                        | 29 de maio de 2004      |
| 40   | México           | 18                           | 3                        | 18 de junho de 2016     |
| 42   | Equador          | 15                           | 2                        | 22 de agosto de 1965    |
| 42   | Portugal         | 22                           | 2                        | 4 de junho de 1992      |
| 42   | Estados Unidos   | 7                            | 2                        | 14 de junho de 1992     |
| 42   | Geórgia          | 4                            | 2                        | 24 de março de 2007     |
| 42   | Libéria          | 4                            | 2                        | 17 de novembro de 2024  |
| 47   | Curaçau          | 4                            | 1                        | 28 de março de 1963     |
| 47   | Austrália        | 7                            | 1                        | 18 de junho de 1992     |
| 47   | Coreia do Sul    | 6                            | 1                        | 4 de fevereiro de 1995  |
| 47   | Israel           | 7                            | 1                        | 26 de abril de 2000     |
| 47   | Venezuela        | 6                            | 1                        | 18 de outubro de 2006   |
| 47   | Turquia          | 8                            | 1                        | 17 de outubro de 2007   |
| 47   | Serra Leoa       | 4                            | 1                        | 27 de outubro de 2024   |

1. ↑  As estatísticas da Rússia incluem números respeitantes à União Soviética antes de 1992.
2. ↑  As estatísticas da Alemanha incluem números respeitantes à Alemanha Ocidental entre 1945 e 1990.
3. ↑  As estatísticas da República Checa incluem números respeitantes à Checoslováquia antes de 1994.
4. ↑  As estatísticas da Irlanda do Norte incluem números respeitantes à Irlanda antes de 1953.
5. ↑  A Sérvia nunca deteve o título por seu próprio direito, mas é creditado pela FIFA com os dados da RSF Iugoslávia antes de 1992 e da RF Iugoslávia/Sérvia e Montenegro entre 1992 e 2006.
6. ↑  Curaçau nunca deteve o título por seu próprio direito, mas é creditado pela FIFA com os dados das Antilhas Neerlandesas antes de 2011.